# Einleitung in das Alte Testament
Die Einleitung in das Alte Testament ist eine theologische Fachbezeichnung für die Darstellung der Entstehung, Sammlung und Überlieferung der Schriften der Hebräischen Bibel, des „Alten Testaments“. Sie umfasst die Textgeschichte (Überlieferung), die Kanongeschichte (Sammlung) sowie die Analyse der Einzelbücher des Alten Testaments. Sie befasst sich also mit ähnlichen Themen wie die Einleitung in das Neue Testament.

## Geschichte
Kritische Bibelwissenschaft entstand im Zeitalter der Aufklärung, auch wenn es schon vorher vereinzelt textkritische Bemerkungen gab, zumal bei den Reformatoren, allen voran bei Martin Luther. Bahnbrechend für die historisch-kritische Einleitungswissenschaft war das Werk von Johann Gottfried Eichhorn. Seine Einleitung ins Alte Testament erschien zwischen 1780 und 1783 in drei Bänden und 1823 und 1824 in überarbeiteter und erweiterter Form unter dem Titel Einleitung in das Alte Testament in fünf Bänden. Eichhorn versuchte die Entstehungsgeschichte jedes einzelnen Buches zu erhellen. Mit seiner Einleitung gab er das Programm für ein Hauptarbeitsfeld der alttestamentlichen Wissenschaft vor, ähnlich wie Johann David Michaelis es 30 Jahre zuvor für die neutestamentliche Wissenschaft getan hatte.

## Anliegen
Die Einleitung will die Entstehungsgeschichte der Bücher des Alten Testamentes einzeln und in ihrer Gesamtheit, ihrer Sammlung im Kanon nachzeichnen. Die Schriften des Alten Testaments hatten eine mitunter komplizierte Vorgeschichte. Diese ist Thema der Einleitungswissenschaft. Die Einleitungswissenschaft fragt, wie man von mündlicher Überlieferung zum schriftlich fixierten Text kommt.
Zu unterscheiden ist die Einleitung von der „Einführung“, die zum Lesen und Erforschen anleitet (siehe unten).
Manche Einleitungsfragen werden auch in Bibelübersetzungen behandelt, jeweils vor Beginn der einzelnen biblischen Bücher.

## Allgemeine Einleitung
Die „Allgemeine Einleitung“ umfasst die Textgeschichte und die Kanongeschichte.

### Textgeschichte
Das Alte Testament wurde großenteils in Hebräisch verfasst, ursprünglich eine Konsonantenschrift, also ohne Vokale. Im frühen Mittelalter, als das Bibelhebräisch nicht mehr gesprochen wurde, wurde die Vokalisierung und Punktierung von Schriftgelehrten, sogenannten Masoreten entwickelt. Daher heißt der vokalisierte Konsonantentext Masoretischer Text. Dieser Text ist eine Interpretation, da die Konsonanten unterschiedlich mit Vokalen ergänzt werden können, und je nach Ergänzung einen unterschiedlichen Sinn ergeben. Die Rekonstruktion des Originaltextes ist das oberste Ziel.
Die älteste erhaltene Handschrift, die das gesamte hebräische Alte Testament enthält, stammt aus dem Jahr 1008 n. Chr.: Der sog. Codex Leningradensis.
1947 wurden in Höhlen bei Qumran Fragmente hebräischer Bibeltexte gefunden (einzig das Buch Jesaja liegt als vollständige Schriftrolle vor). Diese haben wegen ihres hohen Alters (2./1. Jh. v. Chr.) besonderen Wert.
Auch die alten Übersetzungen der hebräischen Bibel werden herangezogen, allen voran die sogenannte Septuaginta (Abkürzung „LXX“). Die Septuaginta ist die älteste durchgehende Übersetzung der aramäisch-hebräischen Bibel in die altgriechische Alltagssprache. Sie weist einige Unterschiede zum Masoretischen Text auf (z. B. Anordnung einzelner Textabschnitte).

### Kanongeschichte
Die Schriftensammlung „Altes Testament“ ist historisch gewachsen, ihr Umfang unterscheidet sich in den verschiedenen Religionen und Konfessionen teilweise deutlich. Für die Samaritaner gilt nur der Pentateuch als heilige Schrift. Dagegen umfasst der bis heute im Judentum gültige Kanon der Hebräischen Bibel 24 Bücher. Diese bilden auch in den meisten evangelischen Bibelausgaben das Alte Testament. Da in den heutigen Bibelausgaben aber 1.–2. Samuel, 1.–2. Könige, 1.–2. Chronik sowie Esra–Nehemia jeweils als zwei Bücher, und das Zwölfprophetenbuch als zwölf Einzelschriften gezählt werden, ergeben sich z. B. in der Lutherbibel 39 Schriften des Alten Testaments.
Daneben gab es weitere antike jüdische Schriften, die ähnlich hoch angesehen waren, aber nicht zum Kanon der Hebräischen Bibel zählten. Einige wurden in der frühen Kirche zusammen mit den ins Griechische übersetzten Büchern der Hebräischen Bibel (Septuaginta) als heilige Schriften angesehen. Diese sogenannten Apokryphen gehören in der katholischen Kirche als deuterokanonische Schriften zum Alten Testament, während sie von den Reformatoren ausgeschieden oder wie schon in der Vulgata in einen Anhang versetzt wurden.

## Spezielle Einleitung
Die „Spezielle Einleitung“ befasst sich mit den einzelnen Büchern des Alten Testaments und behandelt die Einleitungsfragen in Hinblick auf die Einzelschriften.

## „Einführung“ in das Alte Testament
Eine „Einführung“ nimmt die zeit- und religionsgeschichtliche Umwelt in den Blick. Sie beinhaltet oft Methodenfragen zur historisch sachgemäßen Textauslegung.